# Brachiaria meziana
Brachiaria meziana är en gräsart som beskrevs av Albert Spear Hitchcock. Brachiaria meziana ingår i släktet Brachiaria och familjen gräs. Inga underarter finns listade i Catalogue of Life.